# Берггольц Ольга Федорівна
О́льга Фе́дорівна Бергго́льц  (3 (16) травня 1910, Петербург — 13 листопада 1975, Ленінград, РРФСР) — російська радянська поетеса.

## Біографія
Мати — Марія Тимофіївна Берггольц (уроджена Грустіліна) (1884—1957, похована на Шуваловському цвинтарі у Петербурзі), батько — Федір Христофорович Берггольц (1885—1948), лікар-хірург, батько якого був німцем. Молодша сестра — актриса Марія Берггольц (1912—2003) (похована на Літераторських містках Волковського цвинтаря).
В 1934 видала першу збірку — «Вірші».
13 грудня 1938 була заарештована за звинуваченням «у зв'язку з ворогами народу» і як учасник контрреволюційної змови проти Сталіна і Жданова, в ув'язненні після побоїв народила мертву дитину (обидві її дочки померли раніше). 3 липня 1939 була звільнена і повністю реабілітована; незабаром після звільнення згадувала: «Вийняли душу, копалися в ній смердючими пальцями, плювали в неї, гадили, потім сунули назад і кажуть: живи!». Перший чоловік — поет Борис Корнілов — був розстріляний 21 лютого 1938 в Ленінграді.
Член КПРС з 1940. Найкращі її твори написані в роки Другої світової війни в блокованому Ленінграді («Лютневий щоденник», «Ленінградська поема», 1942). В поемі «Першоросійськ» (Сталінська премія 3 ступеня, 1950) показано радянських перетворювачів Сибіру. В циклі віршів «На сталінградській землі» (1952—1953) зображено будівництво Волго-Донського каналу, відбудову Сталінграда. Поема «Вірність» (1954) присвячена героїчним захисникам Севастополя.
Вважається автором лозунгу «Ніхто не забутий, ніщо не забуте!», який вперше був вжитий у вірші 1960 року спеціально для меморіальної стели на Піскарьовському кладовищі в Ленінграді, де поховано багато жертв Ленінградської блокади.
У 1994 Ользі Берггольц посмертно присвоєно звання Почесної громадянки Санкт-Петербурга.

## Сім'я
Перший чоловік — поет Борис Корнілов. Була в шлюбі з 1928 до 1930, мала від нього доньку Ірину (померла в 1936), Борис Корнілов був розстріляний 21 лютого 1938 в Ленінграді.
Другий чоловік — літератор Микола Молчанов. Була в шлюбі з 1930 року, мала від нього доньку Майю (померла в 1934), Микола Молчанов помер в блокадному Ленінграді.
Третій чоловік — літературознавець Георгій Макогоненко, була в шлюбі з 1949 до 1962 року.